# ReverbNation

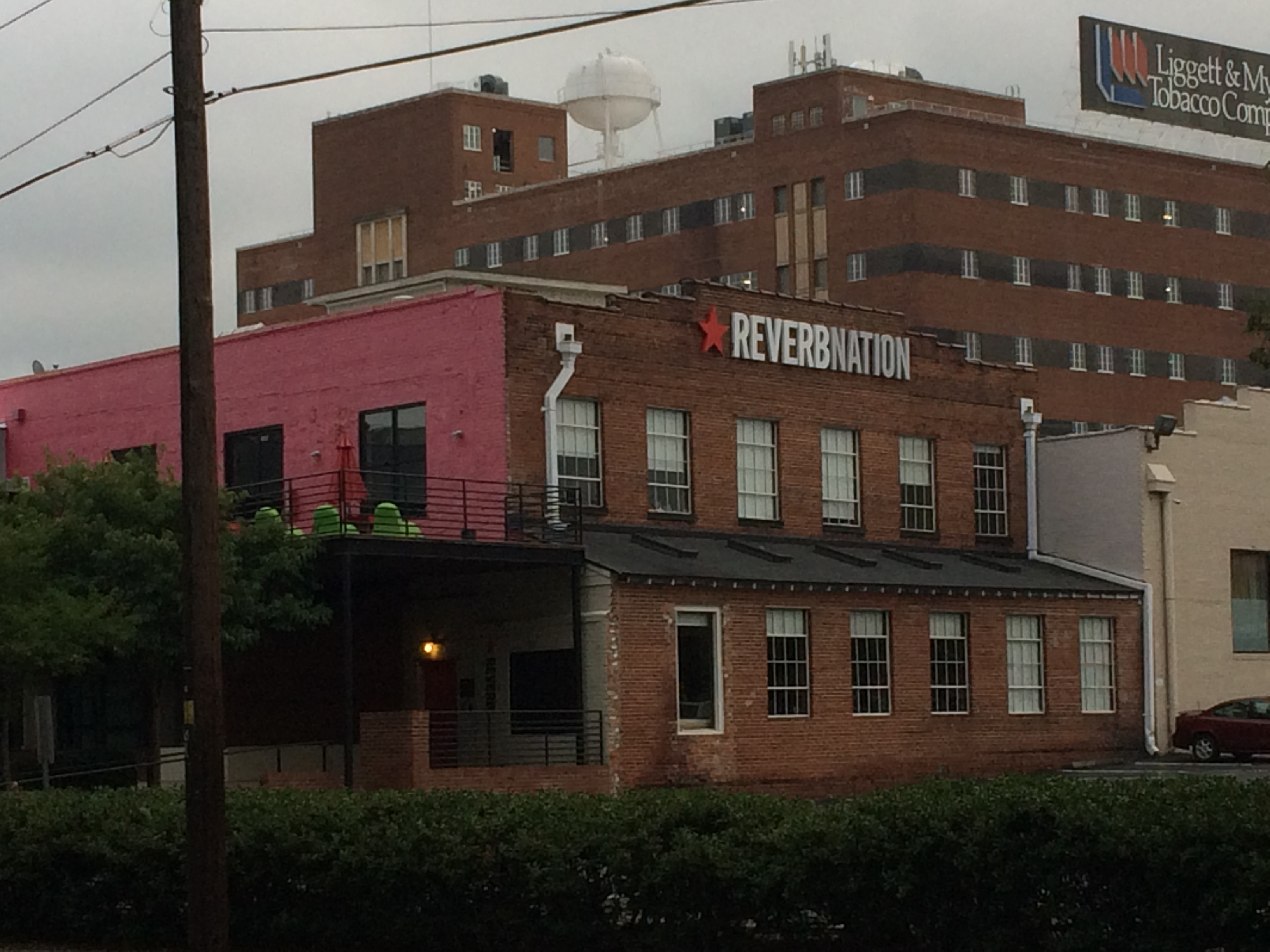
Siedziba ReverbNation w Durham

ReverbNation – amerykańska platforma utworzona w 2006 roku zapewniająca usługę zarządzania karierą oraz narzędzia marketingu online. Platforma ma ponad 3,8 miliona użytkowników z 250 państw. Serwis był notowany w rankingu Alexa na miejscu 8 292 (maj 2020).

## Nagrody
| Rok  | Nagroda                    | Kategoria                 | Wynik     |
| ---- | -------------------------- | ------------------------- | --------- |
| 2012 | Best Places to Work        |                           | Wygrana   |
| 2013 | Best Places to Work        |                           | Wygrana   |
| 2014 | Technology Corporate Award | New Media/Digital Company | Nominacja |